# Sumitomo Corporation
Sumitomo Corporation (住友商事株式会社 Sumitomo Shōji kabushiki gaisha) er en japansk handelsvirksomhed (sogo shosha). Virksomheden blev etableret i 1919 og er medlem af Sumitomo. De handler især med metaller, kemikalier, energi, fødevarer, forbrugsvarer og infrastruktur.